# Otopharynx decorus
Otopharynx decorus är en fiskart som först beskrevs av Trewavas, 1935.  Otopharynx decorus ingår i släktet Otopharynx och familjen Cichlidae. IUCN kategoriserar arten globalt som livskraftig. Inga underarter finns listade i Catalogue of Life.